# Christoph Schuck
Christoph Schuck (* 1976 in Gießen) ist ein deutscher Politikwissenschaftler und Professor an der Technischen Universität Dortmund.

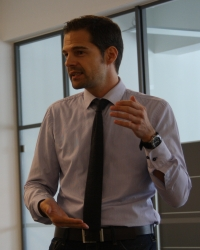
Christoph Schuck (2015)

## Leben
Christoph Schuck studierte von 1996 bis 2001 Sozialwissenschaften (Schwerpunkt: Entwicklungsländer) und Geographie an der Justus-Liebig-Universität Gießen und der University of Tampere, Finnland. Im Jahr 2003 promovierte er mit einer Arbeit zum indonesischen Demokratisierungsprozess an der Justus-Liebig-Universität Gießen, wo er im Anschluss als Forschungsstipendiat der DFG und Leiter mehrerer vom Auswärtigen Amt finanzierter Südostasienprojekte arbeitete. Seine Habilitation erfolgte 2008 mit einer Arbeit zur Entgrenzung des Islamismus. 
Von 2008 bis 2009 nahm er eine Lehrstuhlvertretung an der Friedrich-Schiller-Universität Jena wahr, im Oktober 2009 folgte er einem Ruf auf eine Juniorprofessur, 2013 auf eine Universitätsprofessur an die Technische Universität Dortmund. Schuck hat mehrere Gastforschungsaufenthalte durchgeführt, u. a. an der Yale-University (USA), der Parahyangan-University Bandung (Indonesien), der University of Malaya (Malaysia) und der Universität Luzern (Schweiz). Von 2014 bis 2016 war er Prodekan für Forschung und Finanzen, seit 2016 ist er Dekan der Fakultät für Humanwissenschaften und Theologie der Technischen Universität Dortmund. Unter seinem Dekanat verlieh die TU Dortmund dem Präsidenten des Europäischen Rates, Donald Tusk, am 16. Dezember 2018 die Ehrendoktorwürde im Fach Politikwissenschaft.
Christoph Schuck arbeitet an der Schnittstelle von Politischer Theorie und Internationalen Beziehungen und publiziert zu Sicherheitskonzepten ebenso wie zu militärischen Interventionen und der Politischen Theorie des Islamismus. Größere mediale Aufmerksamkeit wurde zuletzt seiner LSAP-Forschung zuteil, die sich – jenseits seiner Kernforschungsthemen – mit Strukturwandelprozessen in den Alpen, der Zukunft des skialpinen Wintersports und dem Sterben von Skigebieten beschäftigt.

## Auszeichnungen
- Aufnahme in die Global Young Faculty der Stiftung Mercator (2013)

## Belege und Literatur
1. ↑   Private Homepage von Christoph Schuck. Abgerufen am 19. Dezember 2018
2. ↑  Prof. Dr. Christoph Schuck Homepage des Instituts für Philosophie und Politikwissenschaft der TU Dortmund. Abgerufen am 20. Juni 2016
3. ↑   Artikel auf der Website der TU Dortmund. Abgerufen am 19. Dezember 2018
4. ↑   Dankesrede von Donald Tusk auf der Website des Europäischen Rates. Abgerufen am 19. Dezember 2018
5. ↑  Schlegel, Steve / Schuck, Christoph 2017: Denn nur vom Nutzen wird die Welt regiert? Zum abnehmenden Stellenwert der Critical Security Studies/Welsh School in den IB, in: Zeitschrift für Internationale Beziehungen (zib), Vol. 24, No. 1, pp. 100-126., Schuck, Christoph (Hrsg.) 2011: Security in a Changing Global Environment. Challenging the Human Security Approach, Baden-Baden: Nomos.
6. ↑  Military Interventions: Considerations from Philosophy and Political Science. Nomos Verlagsgesellschaft mbH & Co. KG, 2017, ISBN 978-3-8452-7862-9, doi:10.5771/9783845278629 (nomos-elibrary.de [abgerufen am 17. April 2023]).
7. ↑  Schuck, Christoph 2021: How Islamist is the Abu Sayyaf Group (ASG)? An ideological assessment, in: Asian Security, Vol. 17, No. 1, pp. 105-118; Schuck, Christoph 2013: A Conceptual Framework of Sunni Islamism, in: Politics, Religion & Ideology, Vol. 14, No. 4, pp. 485-505.
8. ↑  Christoph Schuck im Interview mit der Neuen Zürcher Zeitung.
9. ↑  Heise, Matthias / Schuck, Christoph 2020: Letzte Bergfahrt. Aufgegebene Skigebiete und ihre touristische Neuausrichtung, Ziegelbrücke: AS-Verlag.

| Personendaten    | Personendaten                                        |
| ---------------- | ---------------------------------------------------- |
| NAME             | Schuck, Christoph                                    |
| KURZBESCHREIBUNG | deutscher Politikwissenschaftler und Hochschullehrer |
| GEBURTSDATUM     | 1976                                                 |
| GEBURTSORT       | Gießen                                               |